# Gyula Zilahy
Gyula Zilahy (n. 22 ianuarie 1859, Zalău, Sălaj, România – d. 16 mai 1938, Budapesta, Regatul Ungariei) a fost un actor maghiar din Zalău. A colaborat cu regizorul Alexander Korda.
1. ↑   https://library.hungaricana.hu/hu/view/BFLV_bn_25_07_1999_3_2/?pg=135&layout=s Lipsește sau este vid: |title= (ajutor)